# Пам'ятник Лесі Українці (Калинівщина)
Пам'ятник Лесі Українці — пам'ятник письменниці Лесі Українці, встановлений в селі Калинівщина Чортківського району на Тернопільщині.
Оголошений пам'яткою монументального мистецтва місцевого значення, охоронний номер 624.

## Історія
Пам'ятник встановлено 1958 року.